# Georges Legagneux

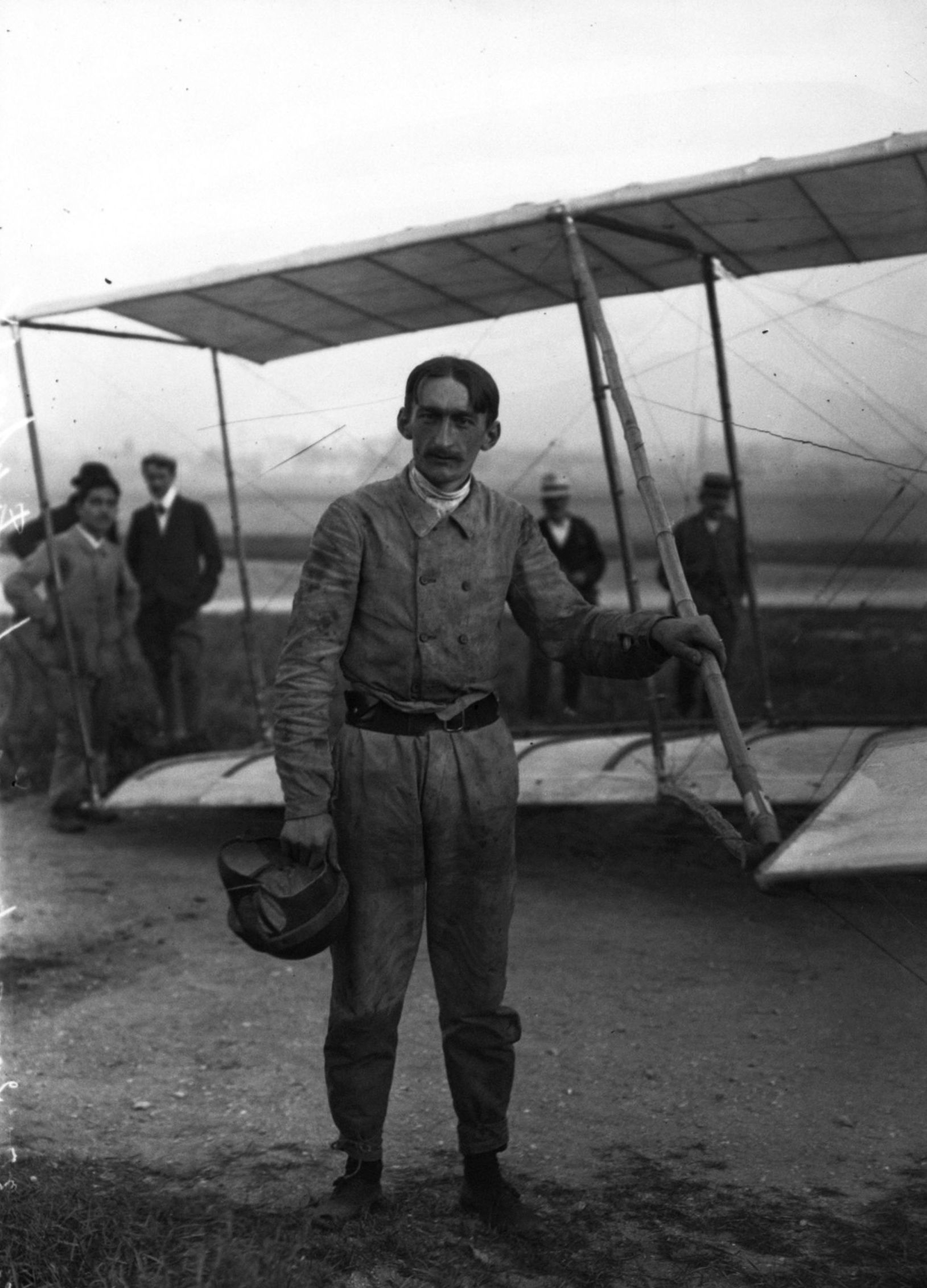
Georges Legagneux, ~1908.

Georges Legagneux (✰ Puteaux, 24 de dezembro de 1882;  ✝ Saumur, 06 de julho de 1914) foi um piloto e pioneiro da aviação francês.

## Histórico
Legagneux iniciou sua carreira na aviação como mecânico na companhia Antoinette de Léon Levavasseur, e também atuou como mecânico para Ferdinand Ferber, para quem começou a pilotar em 1908. No mesmo ano, ele ganhou o prêmio do Aéro-Club, com o qual ele adquiriu seu primeiro avião, um Blériot. Ele obteve sua licença de piloto, a de N° 55, em 19 de abril de 1910.
Desde então, Legagneux voou na França, na Suécia e na Rússia, tendo atuado como piloto instrutor para Voisin, e piloto chefe para Breguet. Sua paixão pela aviação o levou à morte em 6 de julho de 1914 aos 31 anos de idade, quando fazia um voo de demonstração na escola de pilotagem de Adolphe Pégoud.

## Recordes pessoais
- 1910 - recorde de altitude 3.100 m.
- 1911 - recorde de altitude 5.120 m.
- 1913 - recorde de altitude 6.120 m.